# Sophie af Württemberg
Sophie af Württemberg (født 17. juni 1818 i Stuttgart, død 3. juni 1877 i Haag) var dronning af Nederlandene og storhertuginde af Luxembourg i 1849–77. Hun var datter af kong Wilhelm 1. af Württemberg og Katarina Pavlovna af Rusland, og hun var datterdatter af kejser Paul 1. af Rusland).

## Ægteskab
Den 18. juni 1839 blev Sophie gift med sin fætter, den kommende kong Vilhelm 3. af Nederlandene. Ægteskabet blev ikke lykkeligt. Fra 1855 levede hun og manden adskilt. Han giftede sig igen efter hendes død.

## Sønner
Dronning Sophie og kong Vilhelm 3. fik tre sønner:
- Vilhelm af Nederlandene (1840 – 1879), kronprins i 1849–1879, død af en kombination af flere sygdomme.
- Maurits af Nederlandene (1843 – 1850), prins af Nederlandene og af Oranje-Nassau, døde som barn
- Alexander af Nederlandene, (1851 – 1884), kronprins i 1879–1884, død af tyfus

To af sønnerne nåede at blive voksne. De overlevede deres mor, men ikke deres far.  
Ingen af sønnerne blev gift. Efter faderens død i 1890 blev den hollandske trone overtaget af deres yngre halvsøster Vilhelmine af Nederlandene (1880 – 1962).

## Titler
- 1818 – 1839 Hendes kongelige Højhed Prinsesse Sophie af Württemberg
- 1839 – 1849 Hendes kongelige Højhed Fyrstinden af Oranje (Hare Koninklijke Hoogheid De Prinses van Oranje)
- 1849 – 1877 Hendes Majestæt Dronningen af Nederlandene og Storhertuginden af Luxembourg